# San Andrés de Montearados
San Andrés de Montearados es una localidad situada en la provincia de Burgos, comunidad autónoma de Castilla y León (España), comarca Páramos, ayuntamiento de Sargentes de la Lora.

## Datos generales
Situado 8 km al sur de la capital del municipio, Sargentes de la Lora, en el Espacio Natural de las Hoces del Alto Ebro y Rudrón.
Como lugares de interés hay que mencionar el Arroyo del Rebollar y ermita de la Virgen de Brañosera.

## Zona Turística:Páramos / Sedano y Las Loras
- "Sedano y las Loras"

Municipios: Basconcillos del Tozo, Humada, Los Altos, Rebolledo de la Torre, Sargentes de la Lora, Tubilla del Agua, Úrbel del Castillo, Valle de Sedano y Valle de Valdelucio. 
- Divisoria de Cuencas Hidrográficas

Entre la comarca de Las Loras y de la Paramera de la Lora esta la divisoria de dos cuencas hidrográficas distintas, la del Duero, (río Urbel) y el (Odra) en el sector de Las Loras, y la del Ebro (río Rudrón) en el de la Paramera.
El río Rudrón, poco después de Basconcillos del Tozo se sumerge en un hundidero (fenómeno kárstico por disolución de la roca caliza) y vuelve a aparecer como nacedero en la cueva del Moro en barrio Panizares. Posteriormente se encajona en hoces y forma el Valle del Rudrón hasta afluir al río Ebro en Valdelateja, donde además se encuentra un manantial de aguas termales que ha dado lugar a un balneario. Poco antes de Valdelateja, en Covanera, está el Pozo Azul, un nacedero en forma de pozo cuyas aguas cristalinas son bellamente azuladas.

## Sargentes de La Lora
TODO el Románico 
- Ayoluengo: iglesia de San Mamés
- Ceniceros: iglesia de San Pedro
- Moradillo del Castillo: iglesia de San Cristóbal
- San Andrés de Montearados: ermita de Nuestra Señora de Brañosera
- San Andrés de Montearados: iglesia de San Andrés
- Valdeajos: iglesia de San Cristóbal

## Relevancia históricaPáramos
En el año 860, el rey Ordoño I manda al conde Rodrigo repoblar la vieja ciudad cántabra de Amaya (conquistada por Augusto, Leovigildo, Tarik y Alfonso I). Su hijo Diego Porcelos fundaría Burgos en 884 y desde entonces Castilla no pararía de extender sus territorios.
La creación de los alfoces, es de capital importancia para comprender esta expansión.
La misión primordial fue desde el principio militar, participando además en la hueste regia, cuando se les requería para hacer frente a las grandes acometidas del Islam. De esta manera contribuían a la normalización del régimen aldeano y la protección a escala local.
La Comarca de la Lora, pertenecía al alfoz de Moradillo del Castillo, citado ya como tal en el año 1075; este alfoz comprendía además los lugares de Sargentes de La Lora, Ayoluengo, Valdeajos de La Lora, Lorilla, Tablada de Rudrón, San Andrés de Montearados, Ceniceros, La Rad, Santa Coloma de Rudrón, Bañuelos de Rudrón y Terradillos de Sedano, y al menos con otros 23 lugares, hoy DESPOBLADOS.

## Historia

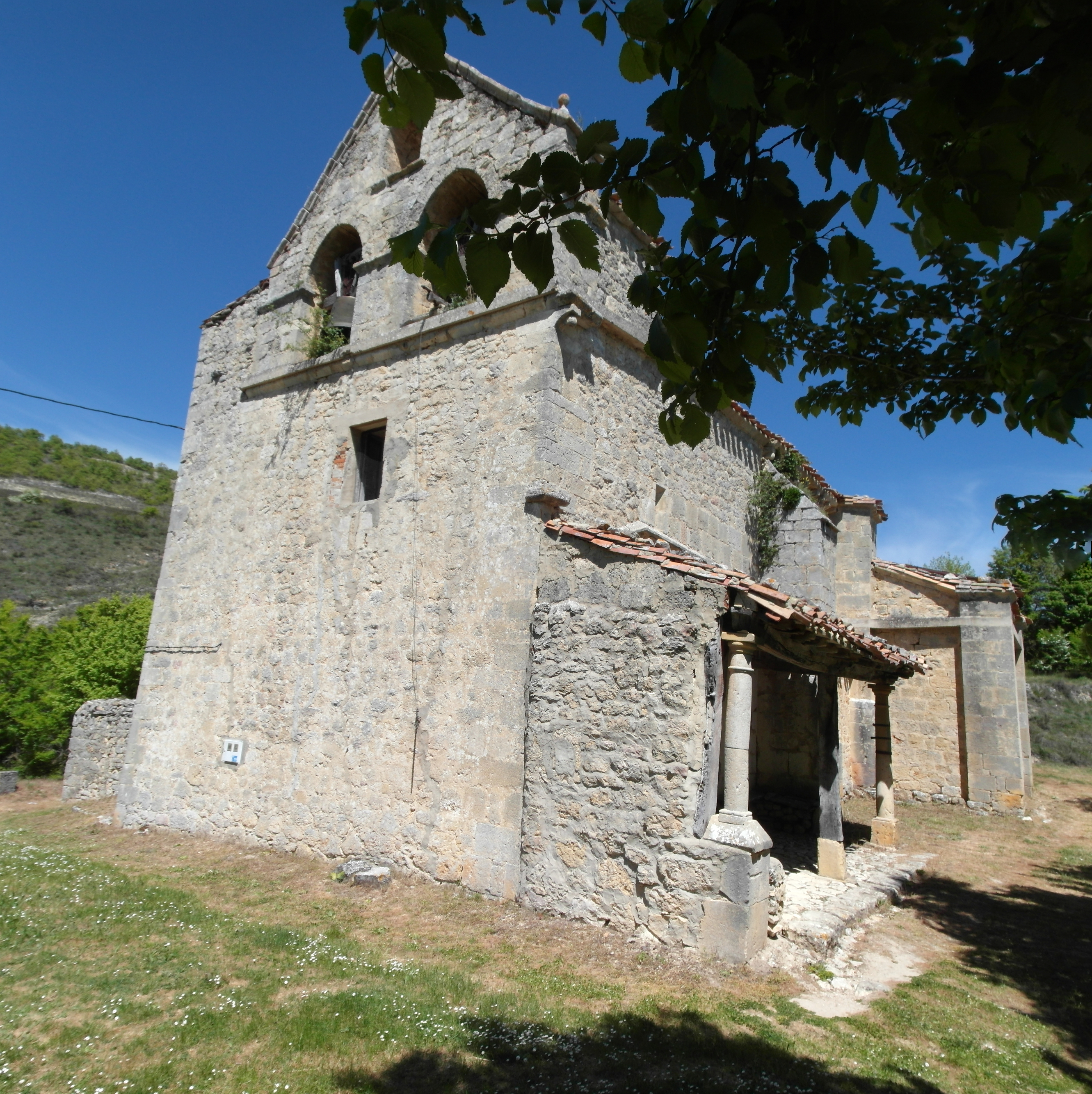
Iglesia de San Andrés

Lugar que formaba parte, del Valle de Sedano en el Partido de Burgos, uno de los catorce que formaban la Intendencia de Burgos, durante el periodo comprendido entre 1785 y 1833, en el Censo de Floridablanca de 1787, jurisdicción de señorío siendo su titular el Marqués de Aguilar, regidor pedáneo.
Antiguo municipio de Castilla la Vieja, código INE-095127, que en 1843 pertenecía al partido de Sedano y contaba con 10 hogares y 38 habitantes. Entre el censo de 1857 y el anterior, este municipio desaparece porque se integra en el municipio 09361 Sargentes de la Lora.

## Parroquia
- Románica (enlace roto disponible en Internet Archive; véase el historial, la primera versión y la última).

- Párroco: D. Joaquín Cidad Pérez